# 1re étape du Tour d'Espagne 2003
Pour un article plus général, voir Tour d'Espagne 2003.
La 1re étape du Tour d'Espagne 2003 a eu lieu le 6 septembre 2003 dans la ville de Gijon sur une distance de 30 km et sous la forme d'un contre-la-montre par équipes. Elle a été remportée par l'équipe ONCE-Eroski devant l'US Postal Service-Berry Floor et iBanesto.com. L'Espagnol Igor González de Galdeano passe le premier la ligne et porte le premier maillot de cette édition du Tour d'Espagne à l'issue de l'étape.

## Déroulement

### Récit
L'équipe espagnole iBanesto.com est la première équipe à prendre le départ. Son passage en 32 minutes et 25 secondes est le premier temps de référence de l'épreuve. Il va tenir pendant presque toute l'étape, seulement battu par l'équipe ONCE, partie parmi les trois dernières. L'équipe domine le contre-la-montre d'un bout à l'autre du parcours, en étant en tête de tous les points intermédiaires.
Elle devance à l'arrivée l'autre équipe favorite de l'étape, l'Américaine US Postal Service-Berry Floor de dix secondes et iBanesto.com de vingt-quatre secondes. C'est Igor González de Galdeano, leader de son équipe qui passe la ligne en premier, ce qui lui permet de s'emparer du maillot or de leader pour la seconde fois de sa carrière après l'avoir porté une journée lors de l'édition 1999.

### Points distribués
| Arrivée d'étape Gijon | Arrivée d'étape Gijon     | Arrivée d'étape Gijon | Arrivée d'étape Gijon | Arrivée d'étape Gijon |
| --------------------- | ------------------------- | --------------------- | --------------------- | --------------------- |
|                       | Coureur                   | Pays                  | Équipe                | Point(s)              |
| 1er                   | Igor Gonzalez De Galdeano | Espagne               | ONCE                  | 25                    |
| 2e                    | Joaquim Rodriguez         | Espagne               | ONCE                  | 20                    |
| 3e                    | Jan Hruska                | Tchéquie              | ONCE                  | 16                    |
| 4e                    | Angel Vicioso             | Espagne               | ONCE                  | 14                    |
| 5e                    | Isidro Nozal              | Espagne               | ONCE                  | 12                    |
| 6e                    | José Azevedo              | Portugal              | ONCE                  | 10                    |
| 7e                    | Marcos Serrano            | Espagne               | ONCE                  | 9                     |
| 8e                    | José Luis Rubiera         | Espagne               | US Postal-Berry Floor | 8                     |
| 9e                    | Max van Heeswijk          | Pays-Bas              | US Postal-Berry Floor | 7                     |
| 10e                   | Manuel Beltran            | Espagne               | US Postal-Berry Floor | 6                     |
| 11e                   | Roberto Heras             | Espagne               | US Postal-Berry Floor | 5                     |
| 12e                   | Benoit Joachim            | Luxembourg            | US Postal-Berry Floor | 4                     |
| 13e                   | Floyd Landis              | États-Unis            | US Postal-Berry Floor | 3                     |
| 14e                   | Michael Barry             | Canada                | US Postal-Berry Floor | 2                     |
| 15e                   | George Hincapie           | États-Unis            | US Postal-Berry Floor | 1                     |
| modifier              |                           |                       |                       |                       |

| Alto de la Providencia 3e catégorie | Alto de la Providencia 3e catégorie | Alto de la Providencia 3e catégorie | Alto de la Providencia 3e catégorie | Alto de la Providencia 3e catégorie |
| ----------------------------------- | ----------------------------------- | ----------------------------------- | ----------------------------------- | ----------------------------------- |
|                                     | Coureur                             | Pays                                | Équipe                              | Point(s)                            |
| 1er                                 | Jan Hruska                          | Tchéquie                            | ONCE                                | 6                                   |
| 2e                                  | Mikel Pradera                       | Espagne                             | ONCE                                | 4                                   |
| 3e                                  | Joaquin Rodriguez                   | Espagne                             | ONCE                                | 2                                   |
| 4e                                  | Igor Gonzalez De Galdeano           | Espagne                             | ONCE                                | 11                                  |
| modifier                            |                                     |                                     |                                     |                                     |

## Classement de l'étape
| \| Classement de l'étape \| Classement de l'étape \| Classement de l'étape \| Classement de l'étape \| Classement de l'étape \| \| Coureur \| Coureur \| Pays \| Équipe \| Temps \| \| --------------------- \| ------------------------------- \| --------------------- \| --------------------- \| --------------------- \| \| 1re \| ONCE-Eroski \| \| \| 32 min 01 s \| \| 2e \| US Postal Service-Berry Floor \| \| \| + 10 s \| \| 3e \| iBanesto.com \| \| \| + 24 s \| \| 4e \| Kelme-Costa Blanca \| \| \| + 45 s \| \| 5e \| Quick Step-Davitamon \| \| \| + 48 s \| \| 6e \| Euskaltel-Euskadi \| \| \| + 50 s \| \| 7e \| Cofidis-Le Crédit par Téléphone \| \| \| + 56 s \| \| 8e \| Team Bianchi \| \| \| + 1 min 01 s \| \| 9e \| Lampre \| \| \| + 1 min 03 s \| \| 10e \| Phonak Hearing Systems \| \| \| + 1 min 04 s \| |                                 |      |        |              |
| |                                 |      |        |              |
| |                                 |      |        |              |
| Classement de l'étape |                                 |      |        |              |
| Coureur | Coureur                         | Pays | Équipe | Temps        |
| 1re | ONCE-Eroski                     |      |        | 32 min 01 s  |
| 2e | US Postal Service-Berry Floor   |      |        | + 10 s       |
| 3e | iBanesto.com                    |      |        | + 24 s       |
| 4e | Kelme-Costa Blanca              |      |        | + 45 s       |
| 5e | Quick Step-Davitamon            |      |        | + 48 s       |
| 6e | Euskaltel-Euskadi               |      |        | + 50 s       |
| 7e | Cofidis-Le Crédit par Téléphone |      |        | + 56 s       |
| 8e | Team Bianchi                    |      |        | + 1 min 01 s |
| 9e | Lampre                          |      |        | + 1 min 03 s |
| 10e | Phonak Hearing Systems          |      |        | + 1 min 04 s |

## Classement général
Grâce à sa victoire d'étape sur ce contre-la-montre par équipes, l'équipe ONCE place sept de ses coureurs aux sept premières places du classement. Ayant passé la ligne en premier, l'Espagnol Igor González de Galdeano s'empare du maillot or de leader du classement général. Il devance son compatriote Joaquim Rodríguez et le Tchèque Jan Hruška.
| \| Classement général \| Classement général \| Classement général \| Classement général \| Classement général \| \| Coureur \| Coureur \| Pays \| Équipe \| Temps \| \| ------------------ \| ------------------------- \| ------------------ \| ----------------------------- \| ------------------ \| \| 1er \| Igor González de Galdeano \| Espagne \| ONCE-Eroski \| 32 min 01 s \| \| 2e \| Joaquim Rodríguez \| Espagne \| ONCE-Eroski \| + 0 s \| \| 3e \| Jan Hruška \| Tchéquie \| ONCE-Eroski \| + 0 s \| \| 4e \| Ángel Vicioso \| Espagne \| ONCE-Eroski \| + 0 s \| \| 5e \| Isidro Nozal \| Espagne \| ONCE-Eroski \| + 0 s \| \| 6e \| José Azevedo \| Portugal \| ONCE-Eroski \| + 0 s \| \| 7e \| Marcos Serrano \| Espagne \| ONCE-Eroski \| + 0 s \| \| 8e \| José Luis Rubiera \| Espagne \| US Postal Service-Berry Floor \| + 10 s \| \| 9e \| Max van Heeswijk \| Pays-Bas \| US Postal Service-Berry Floor \| + 10 s \| \| 10e \| Manuel Beltrán \| Espagne \| US Postal Service-Berry Floor \| + 10 s \| |                           |          |                               |             |
| |                           |          |                               |             |
| |                           |          |                               |             |
| Classement général |                           |          |                               |             |
| Coureur | Coureur                   | Pays     | Équipe                        | Temps       |
| 1er | Igor González de Galdeano | Espagne  | ONCE-Eroski                   | 32 min 01 s |
| 2e | Joaquim Rodríguez         | Espagne  | ONCE-Eroski                   | + 0 s       |
| 3e | Jan Hruška                | Tchéquie | ONCE-Eroski                   | + 0 s       |
| 4e | Ángel Vicioso             | Espagne  | ONCE-Eroski                   | + 0 s       |
| 5e | Isidro Nozal              | Espagne  | ONCE-Eroski                   | + 0 s       |
| 6e | José Azevedo              | Portugal | ONCE-Eroski                   | + 0 s       |
| 7e | Marcos Serrano            | Espagne  | ONCE-Eroski                   | + 0 s       |
| 8e | José Luis Rubiera         | Espagne  | US Postal Service-Berry Floor | + 10 s      |
| 9e | Max van Heeswijk          | Pays-Bas | US Postal Service-Berry Floor | + 10 s      |
| 10e | Manuel Beltrán            | Espagne  | US Postal Service-Berry Floor | + 10 s      |

## Classements annexes
| Classement par points | Classement par points     | Classement par points | Classement par points | Classement par points |
| Coureur               | Coureur                   | Pays                  | Équipe                | Points                |
| --------------------- | ------------------------- | --------------------- | --------------------- | --------------------- |
| 1er                   | Igor González de Galdeano | Espagne               | ONCE-Eroski           | 25 pts                |
| 2e                    | Joaquim Rodríguez         | Espagne               | ONCE-Eroski           | 20 pts                |
| 3e                    | Jan Hruška                | Tchéquie              | ONCE-Eroski           | 16 pts                |
| 4e                    | Ángel Vicioso             | Espagne               | ONCE-Eroski           | 14 pts                |
| 5e                    | Isidro Nozal              | Espagne               | ONCE-Eroski           | 12 pts                |

| Classement par points | Classement par points     | Classement par points | Classement par points | Classement par points |
| Coureur               | Coureur                   | Pays                  | Équipe                | Points                |
| --------------------- | ------------------------- | --------------------- | --------------------- | --------------------- |
| 1er                   | Igor González de Galdeano | Espagne               | ONCE-Eroski           | 25 pts                |
| 2e                    | Joaquim Rodríguez         | Espagne               | ONCE-Eroski           | 20 pts                |
| 3e                    | Jan Hruška                | Tchéquie              | ONCE-Eroski           | 16 pts                |
| 4e                    | Ángel Vicioso             | Espagne               | ONCE-Eroski           | 14 pts                |
| 5e                    | Isidro Nozal              | Espagne               | ONCE-Eroski           | 12 pts                |

| Classement de la montagne | Classement de la montagne | Classement de la montagne | Classement de la montagne | Classement de la montagne |
| Coureur                   | Coureur                   | Pays                      | Équipe                    | Points                    |
| ------------------------- | ------------------------- | ------------------------- | ------------------------- | ------------------------- |
| 1er                       | Jan Hruška                | Tchéquie                  | ONCE-Eroski               | 6 pts                     |
| 2e                        | Mikel Pradera             | Espagne                   | ONCE-Eroski               | 4 pts                     |
| 3e                        | Joaquim Rodríguez         | Espagne                   | ONCE-Eroski               | 2 pts                     |
| 4e                        | Igor González de Galdeano | Espagne                   | ONCE-Eroski               | 1 pt                      |

| Classement de la montagne | Classement de la montagne | Classement de la montagne | Classement de la montagne | Classement de la montagne |
| Coureur                   | Coureur                   | Pays                      | Équipe                    | Points                    |
| ------------------------- | ------------------------- | ------------------------- | ------------------------- | ------------------------- |
| 1er                       | Jan Hruška                | Tchéquie                  | ONCE-Eroski               | 6 pts                     |
| 2e                        | Mikel Pradera             | Espagne                   | ONCE-Eroski               | 4 pts                     |
| 3e                        | Joaquim Rodríguez         | Espagne                   | ONCE-Eroski               | 2 pts                     |
| 4e                        | Igor González de Galdeano | Espagne                   | ONCE-Eroski               | 1 pt                      |

| Classement du combiné | Classement du combiné     | Classement du combiné | Classement du combiné | Classement du combiné |
| Coureur               | Coureur                   | Pays                  | Équipe                | Points                |
| --------------------- | ------------------------- | --------------------- | --------------------- | --------------------- |
| 1er                   | Igor González de Galdeano | Espagne               | ONCE-Eroski           | 6 pts                 |
| 2e                    | Joaquim Rodríguez         | Espagne               | ONCE-Eroski           | 7 pts                 |
| 3e                    | Jan Hruška                | Tchéquie              | ONCE-Eroski           | 7 pts                 |

| Classement du combiné | Classement du combiné     | Classement du combiné | Classement du combiné | Classement du combiné |
| Coureur               | Coureur                   | Pays                  | Équipe                | Points                |
| --------------------- | ------------------------- | --------------------- | --------------------- | --------------------- |
| 1er                   | Igor González de Galdeano | Espagne               | ONCE-Eroski           | 6 pts                 |
| 2e                    | Joaquim Rodríguez         | Espagne               | ONCE-Eroski           | 7 pts                 |
| 3e                    | Jan Hruška                | Tchéquie              | ONCE-Eroski           | 7 pts                 |

| Classement par équipes | Classement par équipes        | Classement par équipes | Classement par équipes |
| Équipe                 | Équipe                        | Pays                   | Temps                  |
| ---------------------- | ----------------------------- | ---------------------- | ---------------------- |
| 1re                    | ONCE-Eroski                   | Espagne                | 1 h 36 min 03 s        |
| 2e                     | US Postal Service-Berry Floor | États-Unis             | + 30 s                 |
| 3e                     | iBanesto.com                  | Espagne                | + 1 min 12 s           |
| 4e                     | Kelme-Costa Blanca            | Espagne                | + 2 min 15 s           |
| 5e                     | Quick Step-Davitamon          | Belgique               | + 2 min 24 s           |

| Classement par équipes | Classement par équipes        | Classement par équipes | Classement par équipes |
| Équipe                 | Équipe                        | Pays                   | Temps                  |
| ---------------------- | ----------------------------- | ---------------------- | ---------------------- |
| 1re                    | ONCE-Eroski                   | Espagne                | 1 h 36 min 03 s        |
| 2e                     | US Postal Service-Berry Floor | États-Unis             | + 30 s                 |
| 3e                     | iBanesto.com                  | Espagne                | + 1 min 12 s           |
| 4e                     | Kelme-Costa Blanca            | Espagne                | + 2 min 15 s           |
| 5e                     | Quick Step-Davitamon          | Belgique               | + 2 min 24 s           |